# Bessie Smith
Bessie Smith, egentligen Elizabeth Smith, född 15 april 1894 i Chattanooga, Tennessee, död 26 september 1937 i Clarksdale, Mississippi, var en amerikansk sångerska. Hon var en av de stora inom jazz och blues och sjöng en dramatisk, djupt melankolisk form av blues. Hon kallades ibland för "Empress of the Blues".

## Biografi
Bessie Smith blev föräldralös som nioåring. Hon uppfostrades med sina syskon därefter av den äldre systern Viola och sjöng för småpengar från 8-9-årsåldern.

### Tidiga år
1912 gjorde hon en audition för den resande underhållningsensemblen Moses Stokes Vaudeville, som den äldre brodern Clarence tidigare anslutit sig till. Vaudeville-showerna, som kombinerade komik, musik och dans, var en möjlighet för henne att undvika den fattigdom som svarta kvinnor tvingades leva i. Hon skulle först vara dansös men ansågs för svart för det.
I truppen fanns en annan stor bluessångerska, Ma Rainey, som hade en stor betydelse för Bessie Smiths musikaliska utveckling. Mikrofoner erbjöds inte. De bluessångerskor som inte kunde göra sig hörda utan megafon buades ut.
Under resten av 1910-talet etablerade hon sig som en mångsidig underhållare i ensemblen, vid sidan av Ma Rainey.

### Skivkarriär, senare år
När Smith 1923 skivdebuterade med "Down-Hearted Blues", som såldes i för sin tid anmärkningsvärda 800 000 exemplar, var hon redan en veteran inom underhållningsvärlden och känd både för sin sång, sitt skådespeleri och sin dans. Hon etablerade sig därefter som 1920-talets högst betalda svarta artist och fick smeknamnet "Empress of the Blues" ('Bluesens kejsarinna'). Hon var under resten av decenniet en storsäljare för bolaget Columbia, för vilket hon gjorde i princip alla sina skivinspelningar (sista produktionen kom ut på då Columbia-ägda etiketten Okeh). Royalty-inkomsterna var ringa, men skivframgångarna ledde till välbesökta sånguppvisningar.
Smiths popularitet fortsatte till början av 1930-talet, och fram till 1933 gjorde hon 160 skivinspelningar. Bland ackompanjatörerna fanns Louis Armstrong ("St. Louis Blues", 1925), trumpetaren Joe Smith ("Young Woman's Blues", 1927) och James P. Johnson ("Black Water Blues", 1927).
Bessie Smith lanserades även på film, via 1929 års St.Louis Blues.
Under depressionen minskade Bessie Smiths popularitet, och hon avled 1937 efter en bilolycka. Enligt vissa uppgifter förblödde hon då man vägrade ta in henne på ett sjukhus endast för vita, medan andra källor menar att hon förblödde redan på väg till sjukhuset. 

### Privatliv och eftermäle
Bessie Smith var även känd för sin färgstarka personlighet och livsstil. Vid ett tillfälle blev hon knivstucken, vid ett besök i födelsestaden Chattanooga. Hon inledde dock en jakt efter knivens ägare, medan kniven fortfarande satt i bröstet, varefter hon tog sig till ett sjukhus. Nästa dag återvände hon för att genomföra kvällens föreställning.
Smiths privatliv var kaosartat, med äktenskap och mångfaldiga separationer. Hon kom ofta i slagsmål rörande sina älskare av båda könen.
Smith har förblivit en bluesikon och är för eftervärlden känd som den första stora jazzsångerskan. Hon tjänade under de kommande årtionden som förebild för en mängd olika sångerskor i olika genrer, inklusive för Billie Holiday. 1984 placerades hon i National Women's Hall of Fame, och fem år senare tilldelades hon postumt Grammy Lifetime Achievement Award. 1989 valdes hon även in i Rock and Roll Hall of Fame, som en tidig inspiratör.